# Dijon Kameri
Dijon Kameri (Burgenland, 20 aprile 2004) è un calciatore austriaco, centrocampista del KS Cracovia.

## Biografia
È nato a Burgenland, in Austria, da genitori albanesi kosovari.

## Caratteristiche tecniche
È un trequartista.

## Carriera

### Club
Ha giocato nella prima divisione austriaca ed in quella svizzera.

### Nazionale
Ha giocato nelle nazionali giovanili austriache Under-15, Under-16, Under-17, Under-18 ed Under-21.

## Statistiche

### Presenze e reti nei club
Statistiche aggiornate al 2 novembre 2022.
| Stagione         | Squadra          | Campionato       | Campionato | Campionato | Coppe nazionali | Coppe nazionali | Coppe nazionali | Coppe continentali | Coppe continentali | Coppe continentali | Altre coppe | Altre coppe | Altre coppe | Totale | Totale | Totale |
| Stagione         | Squadra          | Comp             | Pres       | Reti       | Comp            | Pres            | Reti            | Comp               | Pres               | Reti               | Comp        | Pres        | Reti        | Pres   | Reti   |        |
| ---------------- | ---------------- | ---------------- | ---------- | ---------- | --------------- | --------------- | --------------- | ------------------ | ------------------ | ------------------ | ----------- | ----------- | ----------- | ------ | ------ | ------ |
| 2021-2022        | Liefering        | ZL               | 22         | 1          | -               | -               | -               | -                  | -                  | -                  | -           | -           | -           | 22     | 1      |        |
| 2022-2023        | Liefering        | ZL               | 4          | 1          | -               | -               | -               | -                  | -                  | -                  | -           | -           | -           | 4      | 1      |        |
| Totale Liefering | Totale Liefering | Totale Liefering | 26         | 2          |                 | -               | -               |                    | -                  | -                  |             | -           | -           | 26     | 2      |        |
| 2022-2023        | Salisburgo       | BL               | 6          | 1          | CA              | 1               | 1               | UCL                | 4                  | 0                  | -           | -           | -           | 11     | 2      |        |
| Totale carriera  | Totale carriera  | Totale carriera  | 32         | 3          |                 | 1               | 1               |                    | 4                  | 0                  |             | -           | -           | 37     | 4      |        |